# Liga de Balompié Mexicano 2024
El torneo 2024 A fue la sexta edición del campeonato de liga de la Liga de Balompié Mexicano. Inició el 16 de febrero de 2024 y finalizó el 9 de junio de 2024.El 22 de febrero de 2025 la Asociación Nacional del Balompié Mexicano anunció la suspensión indefinida de la liga así como todas sus categorías y por ende su disolución temporal. Por lo que está edición fue la última al menos hasta nuevo aviso.

## Cambios
- El torneo se reduce a 10 equipos.

- Los equipos Cóndor Fútbol Club y RED dejaron de participar en la liga.

- Lobos CARH descendió a la Segunda División de Balompié Mexicano por motivos administrativos.

- Fútbol Club Albiazul ascendió a la Primera División tras conseguir su ascenso.

- Inter Fútbol Club cambio de sede de Amecameca a Puerto Escondido en Oaxaca.

## Sistema de competencia

### Campeonato de Liga
Se forman dos grupos de cinco equipos cada uno, se juegan a dos vueltas, dando un total de 8 partidos por equipo.
Califican dos equipos a las semifinales, mientras cuatro equipos se enfrentan en un repechaje, todo esto se define por una tabla general y no por grupos.
El sistema de puntos es ligeramente distinto al de las demás ligas: se otorgan tres puntos por victoria; un punto por empate, siempre y cuando se anoten goles en el partido; y cero puntos por derrota.

## Equipos participantes
| Equipo                    | Entrenador        | Ciudad                             | Estadio                    | Capacidad |
| ------------------------- | ----------------- | ---------------------------------- | -------------------------- | --------- |
| Chapulineros de Oaxaca    | Gerardo Martínez  | San Jerónimo Tlacochahuaya, Oaxaca | Independiente MRCI         | 3 000     |
| Fútbol Club Albiazul      | P. D.             | Tultitlán, Estado de México        | Deportivo Cartagena        | 500       |
| EFIX Soccer Club          | Bandera de México | Xalapa, Veracruz                   | EFIX                       | 200       |
| Industriales de Naucalpan | Aarón Huesca      | Naucalpan, Estado de México        | Complejo Dos Ríos          | 500       |
| Inter Fútbol Club         | Hugo Amaro        | Puerto Escondido, Oaxaca           | U. D. Benito Juárez        | P. D.     |
| Hidalgo Fútbol Club       | Bandera de México | Atitalaquia , Hidalgo              | Deportivo 20 de noviembre  | 500       |
| Mezcaleros de Oaxaca      | Bandera de México | San Jerónimo Tlacochahuaya, Oaxaca | Independiente MRCI         | 3 000     |
| Kundavi FC                | Abad Guzmán       | Rio Grande, Oaxaca                 | Inocente Santos            | 1 000     |
| Neza Fútbol Club          | Bandera de México | Nezahualcóyotl, Estado de México   | Roberto González Velázquez | 5 000     |
| Toros México              | Luis Ramón Rocha  | Álvaro Obregón, Ciudad de México   | Valentín Gómez Farías      | 500       |

## Torneo regular
| Jornada 1              | Jornada 1 | Jornada 1            | Jornada 1             | Jornada 1     | Jornada 1 | Jornada 1 |
| Local                  | Resultado | Visitante            | Estadio               | Fecha         | Hora      |           |
| ---------------------- | --------- | -------------------- | --------------------- | ------------- | --------- | --------- |
| Inter Puerto Escondido | 0 - 2     | Mezcaleros de Oaxaca | Benito Juárez         | 16 de febrero | 16:00     |           |
| Hidalgo Fútbol Club    | 4 - 2     | Toros México FC      | Deportivo Atitalaquia | 16 de febrero | 18:00     |           |
| Chapulineros de Oaxaca | 1 - 0     | Kundavi FC           | Independiente MRCI    | 17 de febrero | 16:00     |           |
| Fútbol Club Albiazul   | 2 - 4     | Neza FC              | Deportivo Cartagena   | 18 de febrero | 15:00     |           |

| Jornada 2                 | Jornada 2 | Jornada 2              | Jornada 2             | Jornada 2     | Jornada 2 | Jornada 2 |
| Local                     | Resultado | Visitante              | Estadio               | Fecha         | Hora      |           |
| ------------------------- | --------- | ---------------------- | --------------------- | ------------- | --------- | --------- |
| Toros México FC           | 11 - 2    | Fútbol Club Albiazul   | Valentín Gómez Farías | 23 de febrero | 12:00     |           |
| Industriales de Naucalpan | 3 - 2     | Hidalgo Fútbol Club    | Alberto Pérez Navarro | 24 de febrero | 13:00     |           |
| Kundavi FC                | 3 - 1     | Inter Puerto Escondido | Inocente Santos       | 24 de febrero | 16:00     |           |
| EFIX Soccer Club          | 0 - 3     | Chapulineros de Oaxaca | Instalaciones EFIX    | 25 de febrero | 11:00     |           |

| Jornada 3                 | Jornada 3 | Jornada 3              | Jornada 3             | Jornada 3  | Jornada 3 | Jornada 3 |
| Local                     | Resultado | Visitante              | Estadio               | Fecha      | Hora      |           |
| ------------------------- | --------- | ---------------------- | --------------------- | ---------- | --------- | --------- |
| Inter Puerto Escondido    | 1 - 3     | Chapulineros de Oaxaca | U. D. Benito Juárez   | 1 de marzo | 17:00     |           |
| Industriales de Naucalpan | 1 - 4     | Toros México FC        | Alberto Pérez Navarro | 2 de marzo | 15:00     |           |
| Hidalgo Fútbol Club       | 0 - 1     | Neza FC                | Deportivo Atitalaquia | 2 de marzo | 16:00     |           |
| EFIX Soccer Club          | 0 - 5     | Mezcaleros de Oaxaca   | Instalaciones EFIX    | 3 de marzo | 11:00     |           |

| Jornada 4              | Jornada 4 | Jornada 4                 | Jornada 4           | Jornada 4   | Jornada 4  | Jornada 4 |
| Local                  | Resultado | Visitante                 | Estadio             | Fecha       | Hora       |           |
| ---------------------- | --------- | ------------------------- | ------------------- | ----------- | ---------- | --------- |
| Neza FC                | 2 - 0     | Industriales de Naucalpan | Deportivo Cartagena | 8 de marzo  | 11:00      |           |
| Kundavi FC             | 3 - 0     | Mezcaleros de Oaxaca      | Inocente Santos     | 9 de marzo  | 15:00      |           |
| Fútbol Club Albiazul   | 0 - 4     | Hidalgo Fútbol Club       | Deportivo Cartagena | 10 de marzo | 15:00      |           |
| Inter Puerto Escondido | 0 - 3     | EFIX Soccer Club          | U. D. Benito Juárez | Suspendido  | Suspendido |           |

| Jornada 5                 | Jornada 5 | Jornada 5              | Jornada 5             | Jornada 5   | Jornada 5 | Jornada 5 |
| Local                     | Resultado | Visitante              | Estadio               | Fecha       | Hora      |           |
| ------------------------- | --------- | ---------------------- | --------------------- | ----------- | --------- | --------- |
| Toros México FC           | 1 - 1     | Neza FC                | Valentín Gómez Farías | 15 de marzo | 11:00     |           |
| Mezcaleros de Oaxaca      | 2 - 2     | Chapulineros de Oaxaca | Independiente MRCI    | 15 de marzo | 16:30     |           |
| Industriales de Naucalpan | 5 - 1     | Fútbol Club Albiazul   | Alberto Pérez Navarro | 16 de marzo | 15:00     |           |
| Kundavi FC                | 3 - 0     | EFIX Soccer Club       | Inocente Santos       | 16 de marzo | 16:00     |           |

| Jornada 6            | Jornada 6 | Jornada 6              | Jornada 6             | Jornada 6   | Jornada 6 | Jornada 6 |
| Local                | Resultado | Visitante              | Estadio               | Fecha       | Hora      |           |
| -------------------- | --------- | ---------------------- | --------------------- | ----------- | --------- | --------- |
| Toros México FC      | 3 - 3     | Hidalgo FC             | Valentín Gómez Farías | 29 de marzo | 11:00     |           |
| Neza FC              | 4 - 2     | Fútbol Club Albiazul   | Deportivo Cartagena   | 29 de marzo | 13:00     |           |
| Kundavi FC           | 2 - 2     | Chapulineros de Oaxaca | Inocente Santos       | 30 de marzo | 16:00     |           |
| Mezcaleros de Oaxaca | 1 - 0     | Inter Puerto Escondido | Independiente MRCI    | 1 de abril  | 16:45     |           |

| Jornada 7              | Jornada 7 | Jornada 7                 | Jornada 7             | Jornada 7  | Jornada 7 | Jornada 7 |
| Local                  | Resultado | Visitante                 | Estadio               | Fecha      | Hora      |           |
| ---------------------- | --------- | ------------------------- | --------------------- | ---------- | --------- | --------- |
| Hidalgo Fútbol Club    | 2 - 2     | Industriales de Naucalpan | Deportivo Atitalaquia | 6 de abril | 16:00     |           |
| Chapulineros de Oaxaca | 14 - 0    | EFIX Soccer Club          | Independiente MRCI    | 6 de abril | 16:00     |           |
| Inter Puerto Escondido | 1 - 2     | Kundavi FC                | Benito Juárez         | 6 de abril | 18:00     |           |
| Fútbol Club Albiazul   | 1 - 2     | Toros México FC           | 12 de mayo            | 7 de abril | 15:00     |           |

| Jornada 8              | Jornada 8 | Jornada 8                 | Jornada 8             | Jornada 8   | Jornada 8 | Jornada 8 |
| Local                  | Resultado | Visitante                 | Estadio               | Fecha       | Hora      |           |
| ---------------------- | --------- | ------------------------- | --------------------- | ----------- | --------- | --------- |
| Neza FC                | 1 - 0     | Hidalgo Fútbol Club       | Deportivo Cartagena   | 12 de abril | 11:00     |           |
| Toros México FC        | 3 - 0     | Industriales de Naucalpan | Valentín Gómez Farías | 12 de abril | 12:00     |           |
| Mezcaleros de Oaxaca   | 6 - 0     | EFIX Soccer Club          | Independiente MRCI    | 23 de abril | 16:30     |           |
| Chapulineros de Oaxaca | 6 - 0     | Inter Puerto Escondido    | Independiente MRCI    | 1 de mayo   | 16:00     |           |

| Jornada 9                 | Jornada 9 | Jornada 9              | Jornada 9             | Jornada 9   | Jornada 9 | Jornada 9 |
| Local                     | Resultado | Visitante              | Estadio               | Fecha       | Hora      |           |
| ------------------------- | --------- | ---------------------- | --------------------- | ----------- | --------- | --------- |
| Hidalgo Fútbol Club       | 4 - 1     | Fútbol Club Albiazul   | Deportivo Atitalaquia | 27 de abril | 14:00     |           |
| Industriales de Naucalpan | 1 - 2     | Neza FC                | Alberto Pérez Navarro | 27 de abril | 15:00     |           |
| Mezcaleros de Oaxaca      | 5 - 5     | Kundavi FC             | Independiente MRCI    | 27 de abril | 16:30     |           |
| EFIX Soccer Club          | 3 - 0     | Inter Puerto Escondido | Instalaciones EFIX    | 28 de abril | 16:00     |           |

| Jornada 10             | Jornada 10 | Jornada 10                | Jornada 10          | Jornada 10 | Jornada 10 | Jornada 10 |
| Local                  | Resultado  | Visitante                 | Estadio             | Fecha      | Hora       |            |
| ---------------------- | ---------- | ------------------------- | ------------------- | ---------- | ---------- | ---------- |
| EFIX Soccer Club       | 0 - 2      | Kundavi FC                | Instalaciones EFIX  | 1 de mayo  | 16:00      |            |
| Neza FC                | 2 - 1      | Toros México FC           | Deportivo Cartagena | 3 de mayo  | 11:00      |            |
| Chapulineros de Oaxaca | 5 - 1      | Mezcaleros de Oaxaca      | Independiente MRCI  | 4 de mayo  | 15:30      |            |
| Fútbol Club Albiazul   | 0 - 4      | Industriales de Naucalpan | 12 de mayo          | 5 de mayo  | 11:00      |            |

## Tabla general
| Pos. | Equipo                    | Pts. | PJ | G | E | P | GF | GC | Dif. | Clasificación |
| ---- | ------------------------- | ---- | -- | - | - | - | -- | -- | ---- | ------------- |
| 1    | Neza F. C.                | 22   | 8  | 7 | 1 | 0 | 18 | 7  | +11  | Semifinales.  |
| 2    | Chapulineros de Oaxaca    | 20   | 8  | 6 | 2 | 0 | 36 | 6  | +30  | Semifinales.  |
| 3    | Kundavi FC                | 17   | 8  | 5 | 2 | 1 | 20 | 10 | +10  | Repechaje.    |
| 4    | Toros México FC           | 14   | 8  | 4 | 2 | 2 | 27 | 14 | +13  | Repechaje.    |
| 5    | Mezcaleros de Oaxaca      | 14   | 8  | 4 | 2 | 2 | 22 | 15 | +7   | Repechaje.    |
| 6    | Hidalgo FC                | 11   | 8  | 3 | 2 | 3 | 19 | 13 | +6   | Repechaje.    |
| 7    | Industriales de Naucalpan | 10   | 8  | 3 | 1 | 4 | 16 | 18 | −2   |               |
| 8    | EFIX Soccer Club          | 6    | 8  | 2 | 0 | 6 | 6  | 33 | −27  |               |
| 9    | Inter Puerto Escondido    | 0    | 8  | 0 | 0 | 8 | 3  | 23 | −20  |               |
| 10   | Fútbol Club Albiazul      | 0    | 8  | 0 | 0 | 8 | 9  | 38 | −29  |               |

Actualizado a los partidos jugados el 5 de mayo de 2024.
 Fuente: LBM
Criterios de clasificación: Puntos · Diferencia de goles · Goles a favor · Play-off

## Liguilla
|  | Repechaje               | Repechaje               | Repechaje               |                 |   | Semifinales                | Semifinales                | Semifinales                | Semifinales                | Semifinales                |  |   | Final          | Final          | Final          | Final          | Final          |  |
|  | 10 y 11 de mayo de 2024 | 10 y 11 de mayo de 2024 | 10 y 11 de mayo de 2024 |                 |   | 18 y el 25 de mayo de 2024 | 18 y el 25 de mayo de 2024 | 18 y el 25 de mayo de 2024 | 18 y el 25 de mayo de 2024 | 18 y el 25 de mayo de 2024 |  |   | 1 y 9 de junio | 1 y 9 de junio | 1 y 9 de junio | 1 y 9 de junio | 1 y 9 de junio |  |
|  |                         |                         |                         |                 |   |                            |                            |                            |                            |                            |  |   |                |                |                |                |                |  |
|  |                         |                         |                         |                 |   |                            |                            |                            |                            |                            |  |   |                |                |                |                |                |  |
|  |                         |                         |                         |                 |   |                            |                            |                            |                            |                            |  |   |                |                |                |                |                |  |
|  |                         |                         |                         |                 |   |                            |                            |                            |                            |                            |  |   |                |                |                |                |                |  |
|  |                         |                         |                         |                 |   |                            |                            |                            |                            |                            |  |   |                |                |                |                |                |  |
|  |                         | 1                       | Neza FC                 | 6               | 2 | 8                          |                            |                            |                            |                            |  |   |                |                |                |                |                |  |
|  |                         |                         |                         | 6               | 2 | 8                          |                            |                            |                            |                            |  |   |                |                |                |                |                |  |
|  |                         |                         | 4                       | Toros México FC | 2 | 1                          | 3                          |                            |                            |                            |  |   |                |                |                |                |                |  |
|  | 4                       | Toros México FC         | 4                       | Toros México FC | 2 | 1                          | 3                          | 3                          |                            |                            |  |   |                |                |                |                |                |  |
|  | 4                       | Toros México FC         |                         |                 |   |                            |                            |                            |                            |                            |  |   |                |                |                |                |                |  |
|  | 5                       | Mezcaleros de Oaxaca    | 0                       |                 |   |                            |                            |                            |                            |                            |  |   |                |                |                |                |                |  |
|  | 5                       | Mezcaleros de Oaxaca    | 0                       |                 |   |                            |                            |                            |                            |                            |  | 1 | Neza FC        | 0              | 2              | 2              |                |  |
|  |                         |                         |                         |                 |   |                            |                            |                            |                            |                            |  | 1 | Neza FC        | 0              | 2              | 2              |                |  |
|  |                         |                         | 3                       | Kundavi FC      | 4 | 0                          | 4                          |                            |                            |                            |  |   |                |                |                |                |                |  |
|  |                         |                         | 3                       | Kundavi FC      | 4 | 0                          | 4                          |                            |                            |                            |  |   |                |                |                |                |                |  |
|  |                         |                         |                         |                 |   |                            |                            |                            |                            |                            |  |   |                |                |                |                |                |  |
|  |                         |                         |                         |                 |   |                            |                            |                            |                            |                            |  |   |                |                |                |                |                |  |
|  |                         | 2                       | Chapulineros de Oaxaca  | 1               | 0 | 1                          |                            |                            |                            |                            |  |   |                |                |                |                |                |  |
|  |                         |                         |                         | 1               | 0 | 1                          |                            |                            |                            |                            |  |   |                |                |                |                |                |  |
|  |                         |                         | 3                       | Kundavi FC      | 1 | 1                          | 2                          |                            |                            |                            |  |   |                |                |                |                |                |  |
|  | 3                       | Kundavi FC              | 3                       | Kundavi FC      | 1 | 1                          | 2                          | 2                          |                            |                            |  |   |                |                |                |                |                |  |
|  | 3                       | Kundavi FC              |                         |                 |   |                            |                            |                            |                            |                            |  |   |                |                |                |                |                |  |
|  | 6                       | Hidalgo Fútbol Club     | 1                       |                 |   |                            |                            |                            |                            |                            |  |   |                |                |                |                |                |  |
|  | 6                       | Hidalgo Fútbol Club     | 1                       |                 |   |                            |                            |                            |                            |                            |  |   |                |                |                |                |                |  |
|  |                         |                         |                         |                 |   |                            |                            |                            |                            |                            |  |   |                |                |                |                |                |  |

| Campeón Torneo 2024 A |
| --------------------- |
|                       |
| Kundavi FC            |
| 1° título             |